# David Meunier
David Meunier (Woodburn (Oregon), 5 februari 1973) is een Amerikaans acteur.

## Biografie
Meunier heeft gestudeerd aan de Universiteit van Californië in Santa Barbara (Californië) waar hij zijn bachelor of arts haalde in Frans en drama. Ook heeft hij gestudeerd aan de universiteit van Toulouse in Toulouse en aan de universiteit van Aix-Marseille in Aix-en-Provence. Door het studeren in Frankrijk spreekt hij naast het Engels ook vloeiend Frans.
Meunier is getrouwd.

## Filmografie

### Films
Uitgezonderd korte films.
- 2016 Kevin Hart: What Now? - als Victor
- 2014 Girl on the Edge - als Kyle
- 2014 The Equalizer - als Slavi
- 2011 Partners – als Brian Scott
- 2008 The Incredible Hulk – als soldaat
- 2007 Pirates of the Caribbean: At World's End – als luitenant Greitzer
- 1994 The Adventures of Young Indiana Jones: Hollywood Follies – als studiomedewerker

### Televisieseries
Uitgezonderd eenmalige gastrollen.
- 2024 NCIS: Hawaiʻi - als Alexi Volkoff - 3 afl.
- 2023 Fatal Attraction - als Richard Macksey - 7 afl.
- 2021-2022 Big Sky - als Dietrich - 11 afl.
- 2020 Helstrom - als Finn / Magoth - 4 afl.
- 2019 The Blacklist - als Rene Oban / Louis T. Steinhil - 2 afl.
- 2018-219 Mom - als Yuri - 3 afl.
- 2019 S.W.A.T. - als Mickey - 3 afl.
- 2016-2017 Arrow - als Ishmael Gregor - 7 afl.
- 2015-2015 Aquarius - als Roy Kovic - 16 afl.
- 2016 Damien - als James Shay - 9 afl.
- 2014 Legends - als Richard Hubbard - 3 afl.
- 2010-2014 Justified – als Johnny Crowder – 37 afl.
- 2012 Revolution – als sergeant Will Strausser – 6 afl.
- 2007-2008 Jericho – als Russell – 10 afl.

- Library of Congress Control Number: no2013141279
- Virtual International Authority File: 306129837
- WorldCat: E39PBJgRTBbX7BkQP6tmbhbcfq